# Park Square

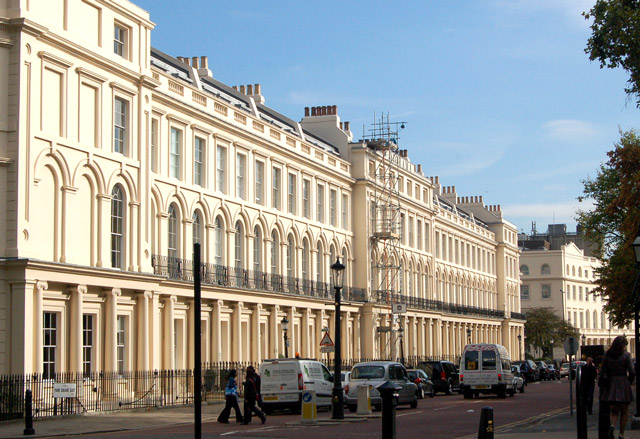
Albany Terrace.

Park Square è una grande piazza con giardino o appendice privata di Regent's Park a Londra ed è divisa da un'altra area verde, il lungo lato nord di Park Crescent, da Marylebone Road e (ingresso singolo) della stazione della metropolitana di Regent's Park. Si compone di due file affacciate di grandi case a schiera di forma molto classica, stuccate, con balconi decorativi al piano inferiore e un colonnato di portici consecutivi dell'architetto John Nash, e fu costruita nel 1823-1824. Allo stesso modo, case a schiera fiancheggiano i suoi angoli.
I Park Square Gardens, al centro, sono terreni comunali privati per i residenti. Di fronte al lato nord si trova l'Outer Circle (strada) a traffico limitato di Regent's Park. La piazza si trova nella storica parrocchia di Marylebone, City of Westminster, fatta eccezione per il lato orientale che appartiene a Camden (più in particolare, alla sua storica parrocchia dominante di Saint Pancras).
Insolitamente ha otto edifici e, omettendo lo spazio del giardino, le strade e i marciapiedi dei lati est e ovest si estendono per 2,5 ettari e lo spazio tra i due lati edificati è di 218 metri. I giardini sono di proprietà della Crown Estate che mantiene quattro degli edifici interni. Vengono aperti al pubblico alcune volte all'anno per i fine settimana delle London Gardens Squares. I giardini sono dominati da grandi platani piantati nel 1817 per celebrare la pace conquistata dalla battaglia di Waterloo nel 1815. Interessante è anche un albero di tulipani, Liriodendron tulipifera.

## Tunnel pedonale classico per residenti
Una caratteristica costruita nel 1821 nel giardino è il "Tunnel delle bambinaie", un tunnel pedonale privato e comunale, raro negli odierni quartieri interni di Londra, che collega privatamente i giardini con quelli di Park Crescent. I suoi portali sono ben eseguiti in stucco, ciascuno con colonne doriche scanalate che fiancheggiano gli ingressi ad arco. La galleria ha volte a crociera sostenute da lesene in laterizio e pareti concave. La strada trafficata era considerata pericolosa, soprattutto per i bambini che spesso venivano portati al parco da una bambinaia, e i ricchi futuri residenti chiesero la sua costruzione.